# Lambres-lez-Douai
 Lambres-lez-Douai  es una población y comuna francesa, en la región de Norte-Paso de Calais, departamento de Norte, en el distrito de Douai y cantón de Douai-Sud-Ouest.

## Demografía
| 4461 | 5159 | 5509 | 5087 | 5043 | 4911 |
| Para los censos de 1962 a 1999 la población legal corresponde a la población sin duplicidades (Fuente: INSEE [Consultar]) |      |      |      |      |      |